# Бабін (Мазовецьке воєводство)
Бабін (пол. Babin) — село в Польщі, у гміні Пшиленк Зволенського повіту Мазовецького воєводства.
Населення — 358 осіб (2011).
У 1975-1998 роках село належало до Радомського воєводства.

## Демографія
Демографічна структура станом на 31 березня 2011 року:
|          | Загалом | Допрацездатний вік | Працездатний вік | Постпрацездатний вік |
| -------- | ------- | ------------------ | ---------------- | -------------------- |
| Чоловіки | 177     | 34                 | 113              | 30                   |
| Жінки    | 181     | 47                 | 84               | 50                   |
| Разом    | 358     | 81                 | 197              | 80                   |